# Nikolaus zu Hohenlohe-Waldenburg-Schillingsfürst

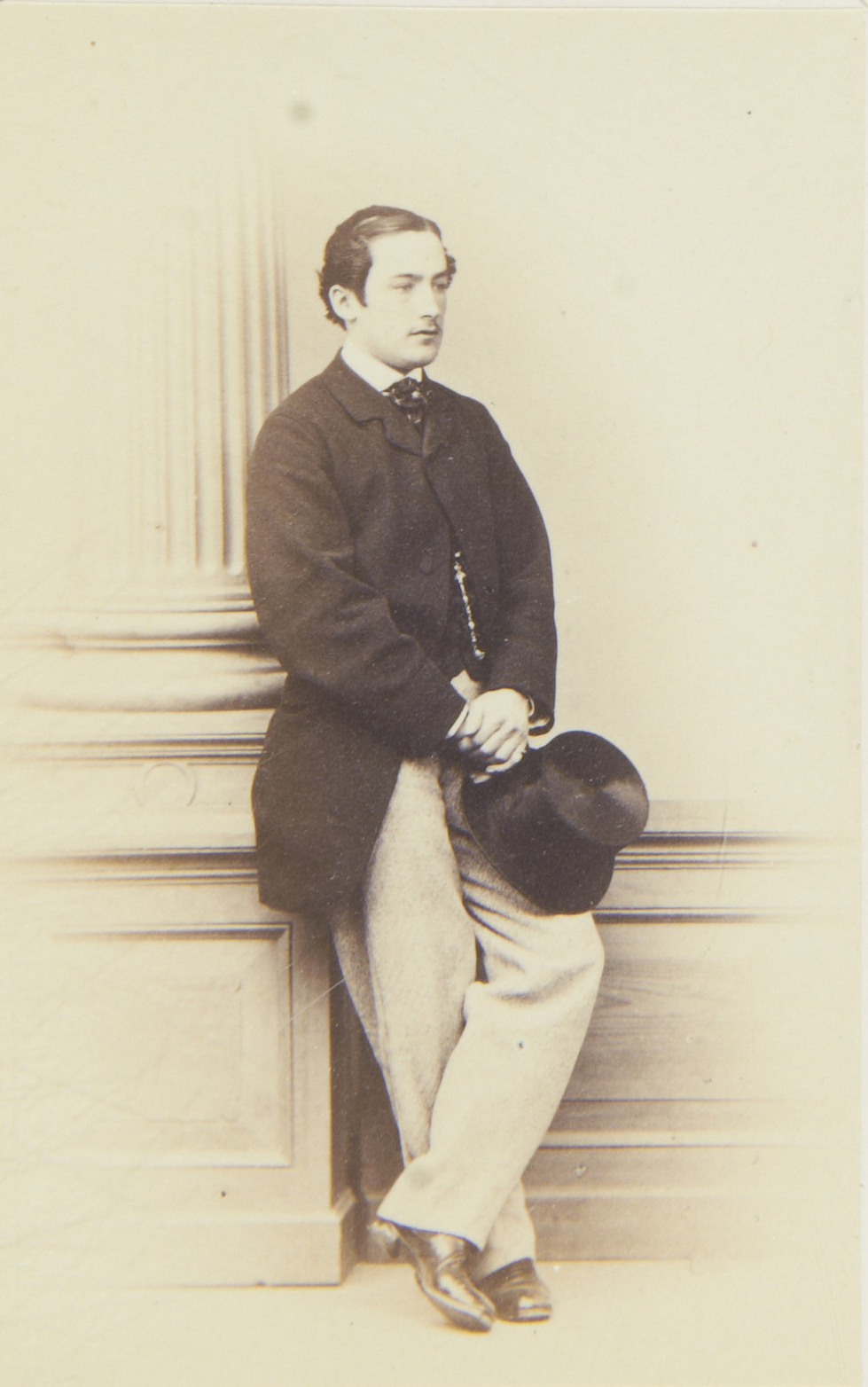
Nikolaus zu Hohenlohe-Waldenburg-Schillingsfürst

Nikolaus Friedrich Karl Joseph Fürst zu Hohenlohe-Waldenburg-Schillingsfürst (* 8. September 1841 in Kupferzell; † 23. Oktober 1886 in Waldenburg) war ein Mitglied des Hauses Hohenlohe. Er führte seit 1884 den Titel eines Fürsten und war der 6. Fürst zu Hohenlohe-Waldenburg-Schillingsfürst.

## Leben
Nikolaus war ein Sohn des Fürsten Friedrich Karl I. Joseph und dessen Gemahlin Therese, Prinzessin zu Hohenlohe-Schillingsfürst (1816–1891), Tochter des Fürsten Franz Joseph zu Hohenlohe-Schillingsfürst. Nikolaus folgte seinem 1884 verstorbenen Vater Friedrich Karl in dessen Rechten als Standesherr nach. Als Standesherr war er im Besitz eines Mandats in der Ersten Kammer der Württembergischen Landstände, in die er schon 1865 als Vertreter seines Vaters eingetreten war. Somit war er von 1865 bis zu seinem Tod 1886 regelmäßig bei den Sitzungen der Ersten Kammer in Stuttgart anwesend. 
Bis 1806 war Kupferzell Residenz der Fürsten. Fürst Friedrich Karl I. hatte das Schloss noch manchmal bewohnt, bevor es dann zunehmend unbenutzt blieb. Nikolaus als Sohn und Erbe, der immerhin noch hier geboren wurde, wollte das Anwesen verkaufen. Da dies aber nicht zustande kam, stand das Schloss folglich weiterhin leer und verfiel.
Bei seinem frühen Tod folgte ihm sein Bruder Friedrich Karl als 7. Fürst zu Hohenlohe-Waldenburg-Schillingsfürst nach.

## Familie
Fürst Nikolaus gehörte der römisch-katholischen Kirche an und heiratete 6. Juli 1869 in Wien Prinzessin Sara Zsofia Esterházy de Galantha (* 16. März 1848 in Wien; † 22. Februar 1885). Das Paar hatte eine Tochter:
- Sara Maria zu Hohenlohe-Waldenburg-Schillingsfürst (1885–1938) ⚭ 1913 Karl von Thun und Hohenstein (1883–1961).